# Thomas Bauer (Handballspieler)
Thomas Bauer (* 24. Januar 1986 in Wien) ist ein österreichischer Handballtorwart.

## Karriere
Bauer begann im Alter von zehn Jahren beim Vöslauer HC Handball zu spielen. Mit Start der Saison 2003/04 lief er dann per Förderlizenz für den Handballclub Fivers Margareten auf, ehe ihn die Wiener  2006/07 endgültig verpflichteten. Ab 2009/10 spielte der Handballtorwart für den TV Korschenbroich, sowie ein Jahr für die HSG FrankfurtRheinMain. Von 2011/12 bis 2012/13 stand Bauer beim TV 1893 Neuhausen unter Vertrag.
Zur Saison 2013/14 wechselte Thomas Bauer zum TBV Lemgo. In der Saison 2015/16 stand er beim französischen Verein Istres Ouest Provence unter Vertrag.
Im Sommer 2016 wechselte er zu Pays d’Aix UC. In der Saison 2017/18 stand er beim französischen Erstligisten Massy Essonne Handball unter Vertrag. Im Jänner 2018 wechselte der Torwart mit sofortiger Wirkung zu ØIF Arendal in die norwegische Postenligaen, wo er einen Vertrag bis Saisonende unterschrieb. Im Oktober 2018 unterzeichnete Bauer einen, bis zum Saisonende laufenden, Vertrag beim FC Porto. 2020 unterschrieb der Torhüter einen Vertrag bei AEK Athen. Nachdem Bauer in der Saison 2020/21 mit AEK Athen die griechische Meisterschaft, den griechischen Pokal und EHF-Europapokal gewonnen hatte, verließ er den Verein. Im August 2021 wurde bekannt, dass Bauer für den al-Rayyan SC auflaufen wird. Im Dezember 2021 wechselte Bauer nach Griechenland zu Olympiakos SFP. Mit dem Klub aus Piräus wurde er 2022 erneut griechischer Meister. Ab der Saison 2023/24 läuft Bauer wieder für seinen Jugendverein, der mittlerweile unter der Bezeichnung JAGS Vöslau antritt, auf.
Für die österreichische Nationalmannschaft bestritt Thomas Bauer 165 Länderspiele. Er nahm für den ÖHB an der Europameisterschaft 2014 und der Europameisterschaft 2018 teil.

## Privat
Bauers Ehefrau Laura Bauer war ebenfalls Handball-Nationalspielerin. Gemeinsam hat das Paar einen Sohn.

## Erfolge
- Olympiacos SFP
  - Griechischer Meister 2021/22
  - Griechischer Cupsieger 2022/23
  - Griechischer Supercup 2022/23
- AEK Athen
  - Griechischer Meister 2020/21
  - Griechischer Cupsieger 2020/21
  - EHF European Cup 2021
- FC Porto
  - Portugiesischer Meister 2018/19
  - Portugiesischer Cupsieger 2018/19
  - Portugiesischer Supercup 2019/20
- TV 1983 Neuhausen
  - Aufstieg in die 1. Handball-Bundesliga 2011/12

Mit Wien spielte Bauer im EHF-Pokal (2006, 2008, 2009) und im Europapokal der Pokalsieger (2007).